# Sauvigny-le-Beuréal
Sauvigny-le-Beuréal är en kommun i departementet Yonne i regionen Bourgogne-Franche-Comté i norra Frankrike. Kommunen ligger i kantonen Guillon som tillhör arrondissementet Avallon. År 2022 hade Sauvigny-le-Beuréal 67 invånare.

## Befolkningsutveckling
Antalet invånare i kommunen Sauvigny-le-Beuréal
| Referens: INSEE |